# 駝背鱊
駝背鱊（学名：Acheilognathus kyphus）為輻鰭魚綱鯉形目鱊科鱊屬的一種，分布於亞洲泰國和越南北部淡水流域，棲息在溪流底中層水域，繁殖期時雌魚會將卵產在貽貝中，幼魚孵化而且停留在貝殼內中，直到它們能游泳。

## 扩展阅读
維基物種上的相關：駝背鱊